# Krzysztof Łanda
Krzysztof Mieczysław Łanda (ur. 26 sierpnia 1970) – polski lekarz, przedsiębiorca i urzędnik państwowy, w latach 2015–2017 podsekretarz stanu w Ministerstwie Zdrowia.

## Życiorys
Absolwent Akademii Medycznej w Lublinie (1996), a także studiów podyplomowych ze zdrowia publicznego w Collegium Medicum Uniwersytetu Jagiellońskiego.
Pracował następnie w sektorze prywatnym i publicznym, zajmując się głównie farmakoekonomiką, systemem ochrony zdrowia i oceną technologii medycznych. Jest członkiem stowarzyszeń: Central and Eastern European Society of Technology Assessment in Health Care (CEESTAHC), Health  Technology Assessment international (HTAI) oraz International Society of Pharmacoeconomics and Outcomes Research (ISPOR). W latach 2004–2007 był członkiem Board of Directors HTAi.
Zatrudniony w instytucjach państwowych jako kierownik Biura Standaryzacji w Centrum Monitorowania Jakości w Ochronie Zdrowia (1998–2001) i pełniący obowiązki dyrektora Departamentu Gospodarki Lekami w Centrali Narodowego Funduszu Zdrowia (2006–2007). Pracował jako ekspert Polskiej Unii Onkologii od 2010 do 2015 oraz od 2013 do 2015 jako ekspert do spraw systemu ochrony zdrowia w Business Centre Club. Zasiadał w radzie Narodowego Centrum Badań i Rozwoju.
Działał również społecznie oraz jako przedsiębiorca. Jest założycielem fundacji Watch Health Care, w której do 2015 pozostawał prezesem. Jednocześnie w latach 2014–2015 zarządzał Meritum L.A. Sp. z o.o oraz MedInvest Scanner. Od 2001 do 2006 zarządzał firmą HTA Consulting, zaś od 2008 do 2015 był wspólnikiem w HTA Audit Stabrawa, Łanda, Kordecka sp.j.
19 listopada 2015 powołany na stanowisko podsekretarza stanu w Ministerstwie Zdrowia, odpowiedzialnego za politykę lekową i strategię. W 2016 został pozbawiony części kompetencji dotyczących negocjacji z koncernami farmaceutycznymi i decydowania o refundacji leków. 5 kwietnia 2017 podał się do dymisji w związku z kontrowersjami wokół projektu ograniczającego możliwość prowadzenia aptek, który prezentował przed Sejmem. Stwierdził później, że ustąpił, nie widząc chęci ze strony rządu wprowadzenia zmian usprawniających system opieki zdrowotnej polegających m.in. na lepszej wycenie koszyka usług medycznych oraz zapobieżeniu nielegalnemu wywozowi leków refundowanych za granicę.
W sierpniu 2017 został konsultantem Dentons Business Services EMEA, po czym w 2018 powrócił do zarządzania Meritum L.A.